# 1973-as Formula–1 holland nagydíj
Az 1973-as Formula–1 világbajnokság tizedik futama a holland nagydíj volt.

## Futam
| Helyezés | #  | Versenyző            | Csapat/Motor      | Futott körök | Idő/Kiesés oka     | Rajthely | Pontszám |
| -------- | -- | -------------------- | ----------------- | ------------ | ------------------ | -------- | -------- |
| 1        | 5  | Jackie Stewart       | Tyrrell-Ford      | 72           | 1:39:12,4          | 2        | 9        |
| 2        | 6  | François Cevert      | Tyrrell-Ford      | 72           | 15,83              | 3        | 6        |
| 3        | 27 | James Hunt           | March-Ford        | 72           | + 1:03,01          | 7        | 4        |
| 4        | 8  | Peter Revson         | McLaren-Ford      | 72           | + 1:09,13          | 6        | 3        |
| 5        | 20 | Jean-Pierre Beltoise | BRM               | 72           | + 1:13,37          | 9        | 2        |
| 6        | 26 | Gijs van Lennep      | Iso Marlboro-Ford | 70           | + 2 kör            | 20       | 1        |
| 7        | 24 | Carlos Pace          | Surtees-Ford      | 69           | + 3 kör            | 8        |          |
| 8        | 19 | Clay Regazzoni       | BRM               | 68           | + 4 kör            | 12       |          |
| 9        | 25 | Howden Ganley        | Iso Marlboro-Ford | 68           | + 4 kör            | 15       |          |
| 10       | 16 | George Follmer       | Shadow-Ford       | 67           | + 5 kör            | 22       |          |
| 11       | 2  | Ronnie Peterson      | Lotus-Ford        | 66           | Motorhiba          | 1        |          |
| HN       | 12 | Graham Hill          | Shadow-Ford       | 56           | Helyezés nélkül    | 17       |          |
| Kiesett  | 21 | Niki Lauda           | BRM               | 52           | Üzemanyagszivattyú | 11       |          |
| Kiesett  | 23 | Mike Hailwood        | Surtees-Ford      | 52           | Elektronika        | 24       |          |
| Kiesett  | 7  | Denny Hulme          | McLaren-Ford      | 31           | Motorhiba          | 4        |          |
| Kiesett  | 11 | Wilson Fittipaldi    | Brabham-Ford      | 27           | Baleset            | 13       |          |
| Kiesett  | 22 | Chris Amon           | Tecno             | 22           | Üzemanyagrendszer  | 19       |          |
| Kiesett  | 10 | Carlos Reutemann     | Brabham-Ford      | 9            | Gumi               | 5        |          |
| Vi       | 18 | David Purley         | March-Ford        | 8            | Visszalépett       | 21       |          |
| Kiesett  | 14 | Roger Williamson     | March-Ford        | 7            | Halálos baleset    | 18       |          |
| Kiesett  | 1  | Emerson Fittipaldi   | Lotus-Ford        | 2            | Fizikai állapot    | 16       |          |
| Kiesett  | 15 | Mike Beuttler        | March-Ford        | 2            | Elektronika        | 23       |          |
| Kiesett  | 17 | Jackie Oliver        | Shadow-Ford       | 1            | Baleset            | 10       |          |
| NI       | 28 | Rikky von Opel       | Ensign-Ford       | 0            | Nem indult         | 14       |          |

## Statisztikák
Vezető helyen:
- Ronnie Peterson: 63 (1-63)
- Jackie Stewart: 9 (64-75)

Jackie Stewart 26. (R) győzelme, Ronnie Peterson 6. pole-pozíciója, 2. leggyorsabb köre.
- Tyrrell 15. győzelme.